# 施利尔巴赫 (奥地利)
施利尔巴赫（德語：Schlierbach）是奥地利上奥地利州克雷姆斯河畔基希多夫县的一个市镇。总面积18.4平方公里，总人口2743人，人口密度149.1人/平方公里（2005年）。

## 友好城市
- 法國 奥尔热莱